# Liu Qing
Liu Qing (柳青S, Liǔ QīngP; 6 agosto 1964) è un'ex cestista cinese.

## Carriera
Con la Cina ha disputato tre edizioni dei Giochi olimpici (Los Angeles 1984, Seul 1988, Barcellona 1992) e tre dei Campionati del mondo (1983, 1986, 1990).